# Гамалеи
Гамале́и (пол. Gamalej, Gamaleja, укр. Гамалія) — старинный малоросси́йский дворянский род.

## Происхождение и история рода
Родоначальник — шляхтич Михаил Высоцкий, герба Дрыя реестровый казак черкасской полковой сотни (1649).
Его сын Григорий получил прозвище Гамалея от турецкого султана, к которому был послан Богданом Хмельницким в составе казачьего посольства. В дальнейшем вместе с братом Андреем он сохранил это прозвище в виде фамилии.
Андрей Михайлович Высоцкий-Гамалея был генеральным малороссийским есаулом.
Их потомки были записаны в VI часть родословной книги Черниговской губернии.
Несколько других старшинских родов Гамалей, представляющих ветви этого рода, но доказавших своё дворянство на личных заслугах, внесены в I, II и III части родословных книг Полтавской и Екатеринославской губерний.

## Описание герба
В красном поле на перевязи справа три звезды (желтых камня).
Щит увенчан дворянскими шлемом и короной. Нашлемник: три страусовых пера. Намёт на щите красный, подложенный золотом. Щитодержатель: справа — лев.